# Utkujärvi
Utkujärvi är en sjö i Kiruna kommun i Lappland och ingår i Torneälvens huvudavrinningsområde. Sjön har en area på 0,14 kvadratkilometer och ligger 407,1 meter över havet. Sjön avvattnas av vattendraget Kurusjoki.

## Delavrinningsområde
Utkujärvi ingår i det delavrinningsområde (758858-177584) som SMHI kallar för Ovan 758994-177880. Medelhöjden är 435 meter över havet och ytan är 16,02 kvadratkilometer. Det finns inga avrinningsområden uppströms utan avrinningsområdet är högsta punkten. Kurusjoki som avvattnar avrinningsområdet har biflödesordning 4, vilket innebär att vattnet flödar genom totalt 4 vattendrag innan det når havet efter 416 kilometer. Avrinningsområdet består mestadels av skog (68 procent) och sankmarker (29 procent). Avrinningsområdet har 0,5 kvadratkilometer vattenytor vilket ger det en sjöprocent på 3,1 procent.